# Cumulaatgesteente
Cumulaatgesteente of cumulaat (Engels: cumulate (rock)) is in de geologie een stollingsgesteente dat ontstaat door de accumulatie van kristallen in een magma. 
Cumulaten worden veel gevonden in ultramafische tot mafische gelaagde intrusies, onderin lavatunnels in komatiitische en magnesium-basaltische lava's. Ze komen echter ook voor, zij het minder vaak, in felsische intrusies.

## Vorming
Als magma afkoelt beginnen mineralen uit te kristalliseren. Door verschillen in dichtheid tussen de magma en de kristallen zullen de kristallen of naar boven bewegen om in de top van de magmakamer komen te drijven of naar onder bezinken tot de bodem van de magmakamer. Dit proces wordt crystal settling genoemd.
Bij het afkoelen van een magma zullen eerst mineralen met een hoog smeltpunt uitkristalliseren, zodat bepaalde componenten relatief aan de magma onttrokken worden, dit proces wordt kristalfractionatie genoemd. De mineralen met een hoger smeltpunt zijn in mafische magma pyroxeen en olivijn. Vanwege de hoge dichtheid van deze mineralen zinken ze naar de bodem van de magmakamer. Tegelijkertijd wordt de overblijvende magma lichter. Later kristalliseren ook veldspaten (eerst anorthiet, Ca-plagioklaas; daarna ook albiet, Na-plagioklaas) uit. Deze mineralen kunnen lichter zijn dan de magma zelf, waardoor ze in de top van de magmakamer zullen accumuleren. Tijdens het uitkristalliseren zal de magma zelf juist zwaarder worden.

## Classificatie en naamgeving
Cumulaten worden geclassificeerd aan de hand van mineralogie en de volumeverhouding tussen geaccumuleerde kristallen en grondmassa.
- adcumulate is cumulaatgesteente dat tussen de 100 - 93 % geaccumuleerde kristallen bevat in een fijnkorrelige grondmassa;
- mesocumulate is cumulaatgesteente dat tussen de 93 - 85 % geaccumuleerde kristallen bevat;
- orthocumulate is gesteente dat tussen de 85 - 75 % geaccumuleerde kristallen bevat.

Een cumulaat wordt normaal gesproken genoemd naar de meest voorkomende mineralen op volgorde van voorkomen met daarachter het type (adcumulate, mesocumulate of orthocumulate) en daarna bijkomstige fasen.
Voorbeelden:
- een gesteente met 50% plagioklaas, 40% pyroxeen, 5% olivijn en 5% grondmassa (mineralogisch gezien een gabbro) wordt een plagioklaas-pyroxeen adcumulaat met olivijn genoemd;
- een gesteente met 80% olivijn, 5% magnetiet en 15% grondmassa (mineralogisch gezien een peridotiet) is een olivijn mesocumulaat met magnetiet.

Deze cumulaatnaamgeving wordt alleen gebruikt als men duidelijk met een cumulaatgesteente te doen heeft. Als in een intrusie de interne compositie overal gelijk is en verschillen in textuur of mineralogische gelaagdheid afwezig zijn wordt de cumulaatnaamgeving niet gebruikt. Men spreekt dan in het eerste voorbeeld gewoon van een gabbro.

## Samenstelling
Omdat cumulaatgesteente het residu is bij kristalfractionatie van een magma kunnen ze niet gebruikt worden om de chemische samenstelling van de magma te bepalen. Zowel de magma als het cumulaat hebben na de fractionatie een andere compositie dan de "ouderlijke" magma.
Een mogelijkheid is de samenstelling van de grondmassa te meten. Vaak is dit echter erg moeilijk en niet nauwkeurig. Door meerdere cumulaat-lagen te betrekken in berekeningen kan een schatting van de samenstelling van de ouderlijke magma gemaakt worden maar dit is erg complex en vaak zijn niet alle gegevens voorhanden. Een andere manier is de omstandigheden waaronder de magma zich bevond te schatten, dit op een fasediagram te plotten en dit vervolgens te vergelijken met de gevonden mineralogische samenstelling. In vulkanische omstandigheden (bijvoorbeeld komatiietlava's) kunnen deze methoden goede uitkomsten geven maar bij grote gelaagde intrusielichamen zullen schattingen problematisch zijn.